# Kenneth Grange
Pour les articles homonymes, voir Grange (homonymie).
Kenneth Grange Henry, né le 17 juillet 1929 à Londres et mort le 21 juillet 2024, est un designer industriel britannique.

## Biographie
Kenneth Grange commence sa carrière en tant qu'assistant de rédaction avec l'architecte Jack Howe dans les années 1950. Sa carrière indépendante commence plutôt accidentellement avec les commandes pour les stands d'exposition, mais dès le début des années 1970, il est l'un des fondateurs-partenaires de Pentagram, un studio de design interdisciplinaire.

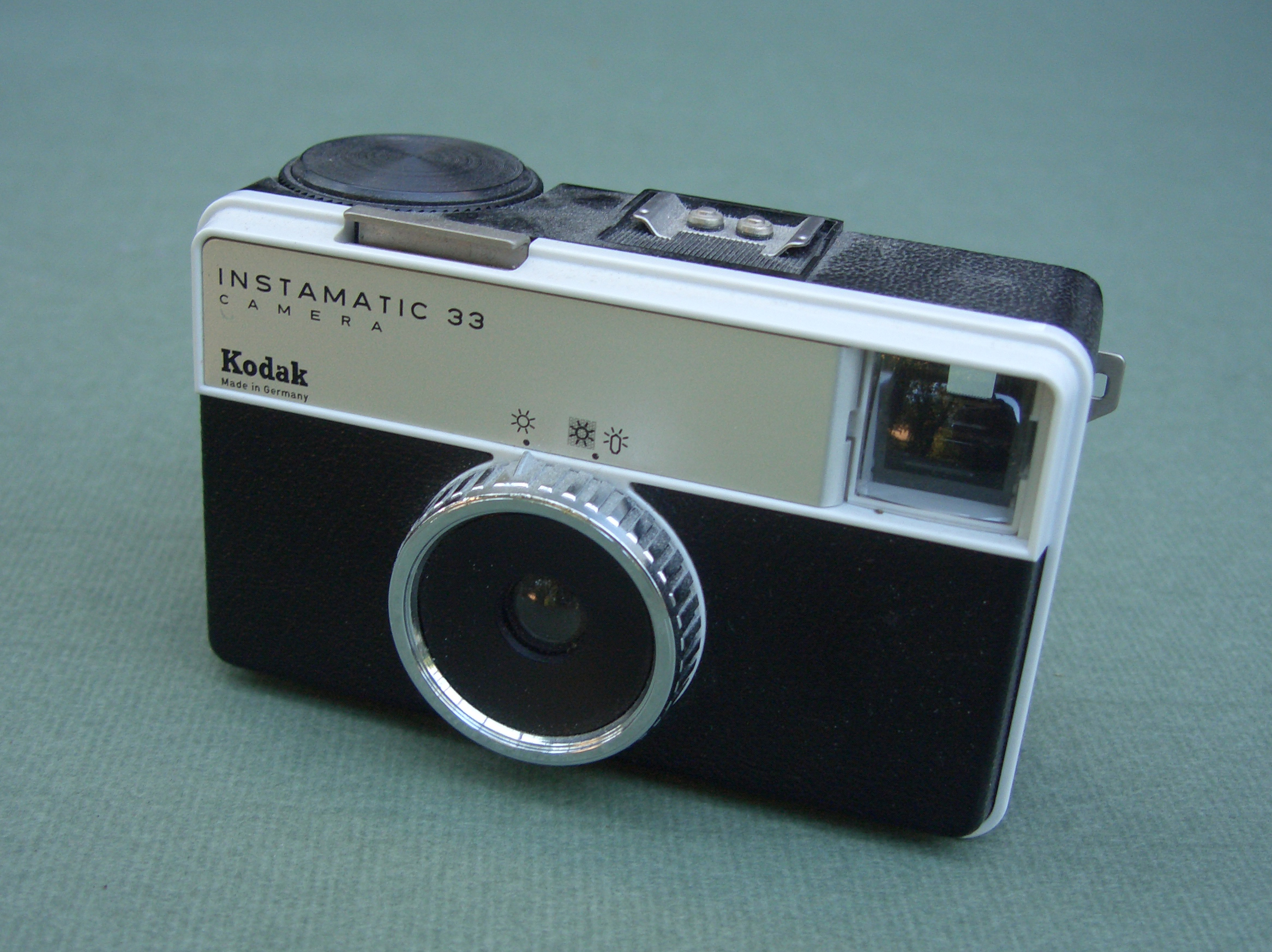
Appareil photographique Kodak Instamatic par Kenneth Grange (vers 1963).

Sa carrière s'étend sur plus d'un demi-siècle, et plusieurs de ses créations sont devenues des objets familiers dans la maison ou dans la rue. Ses conceptions comprennent le premier parcmètre au Royaume-Uni pour Venner, des mixeurs pour Kenwood, des rasoirs pour Wilkinson Sword, des appareils photo pour Kodak, des machines à écrire pour Imperial, des fers à repasser pour Morphy Richards, des briquets pour Ronson, des machines à laver pour Bendix et des stylos pour Parker.
Il est également responsable de l'aérodynamique, de l'aménagement intérieur et de l'aspect extérieur du nez du train à grande vitesse de la British Rail (connu sous le nom InterCity 125), et également impliqué dans la conception de la version 1997 du célèbre taxi de Londres, TX1.
Il a réalisé de nombreuses commandes pour des entreprises japonaises.